# Schmidt-Bleibtreu-Straße 46 (Mönchengladbach)

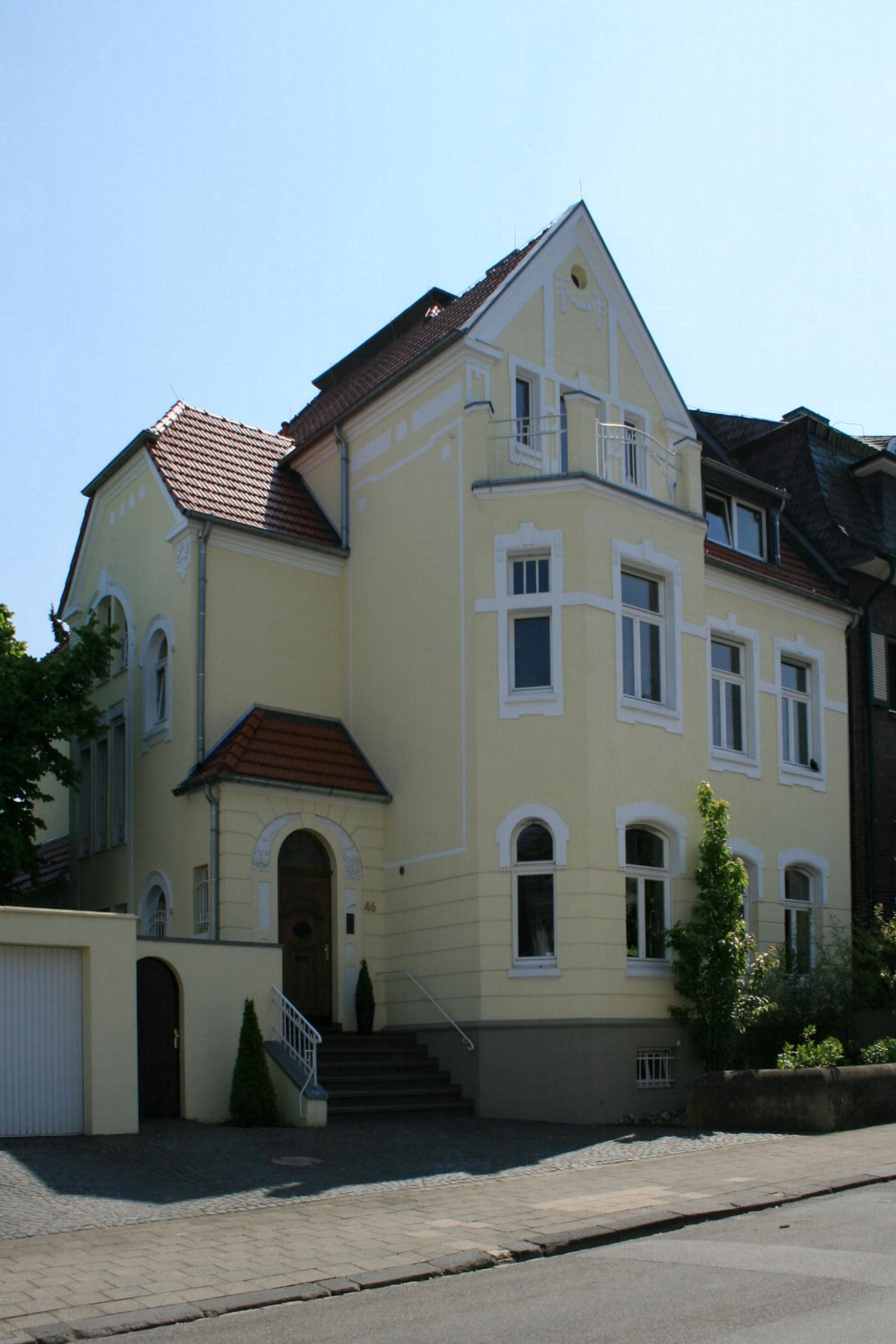
Wohnhaus

Das Wohnhaus Schmidt-Bleibtreu-Straße 46 steht im Stadtteil Odenkirchen in Mönchengladbach (Nordrhein-Westfalen).
Das Gebäude wurde um die Jahrhundertwende erbaut. Es ist unter Nr. S 022 am 15. Dezember 1987 in die Denkmalliste der Stadt Mönchengladbach eingetragen worden.

## Architektur
Die Schmidt-Bleibtreu-Straße liegt im Stadtteil Odenkirchen. Haus Nr. 46 liegt innerhalb einer gründerzeitliche Wohnhauszeile, die partiell von Nachkriegsbauten durchsetzt wird. Es handelt sich um ein zweigeschossiges Einzelwohnhaus mit einem ausgebauten Satteldach aus der Zeit 1909/10. Das Objekt ist aus ortsgeschichtlichen uns architektonischen Gründen schützenswert.